# Baltički NLO
Baltički NLO je misteriozni objekat nađen 19. juna 2011. u Severnom moru, i za sada mu se ne zna poreklo. Naime, objekat se nalazi na 87 metara dubine, a Šveđani su otkrili da mu je prečnik 60 metara, da je podignut na oko četiri metra iznad morskog dna, i da ima zaobljene ivice, pa liči na pečurku. Na njegovom vrhu nalazi se otvor jajastog oblika koji izgleda kao ulaz u brod. Takođe, na dnu mora su primetili i trag dužine 300 metara kojim je NLO mogao da se kreće dok se konačno nije zaustavio. Posada je primetila da u krugu od 200 metara oko objekta, dolazi do ometanja rada nekih elektronskih uređaja.
Švedska televizija Titan, priprema dokumentarac u saradnji sa OceanX timom, u kome ce biti prikazani snimci dobijeni podvodnom kamerom i aparatima koji su ipak radili.
„Prvo smo mislili da smo naišli na stenu, ali to je nešto drugo. Oko jajastog otvora na njemu se nalaze čudne formacije od kamenja koje izgledaju kao ognjišta. Uz to, na njima se nalazi nešto nalik na čađ, a pošto nikad nije zabeležena vulkanska aktivnost u Baltičkom moru, nemamo drugo objašnjenje“ - rekao je član istraživačkog tima Peter Lindberg. Ronioci su uspeli da uzmu uzorak sa NLO-a i zasada je sve u fazi ispitivanja.
Uprkos željama stotina NLO obožavatelja, koji su već utvrdili da je to (nekada) leteći tanjir, objekat je najverovatnije sasvim ovozemaljskog porekla, a to bi trebalo da utvrde buduće ekspedicije. Moguće objašnjenje je da je NLO zapravo klaster stena, ili možda oštećena kupola rotirajućeg brodskog topa.